# Цзінін (станція Цзінін-Ерлянської залізниці)
41°02′38″ пн. ш. 113°06′17″ сх. д. / 41.043888888889° пн. ш. 113.10472222222° сх. д.
Цзінін (кит. 集宁站, пін. Jíníng Zhàn) — залізнична станція в КНР, розміщена на Цзінін-Ерляньській і Цзінін-Тунляоській залізницях між станціями Цзінін-Південний і Цісуму.
Розташована однойменному районі міського округу Уланчаб (автономний район Внутрішня Монголія). Відкрита в 1952 році.